# Cementerio de Avellaneda

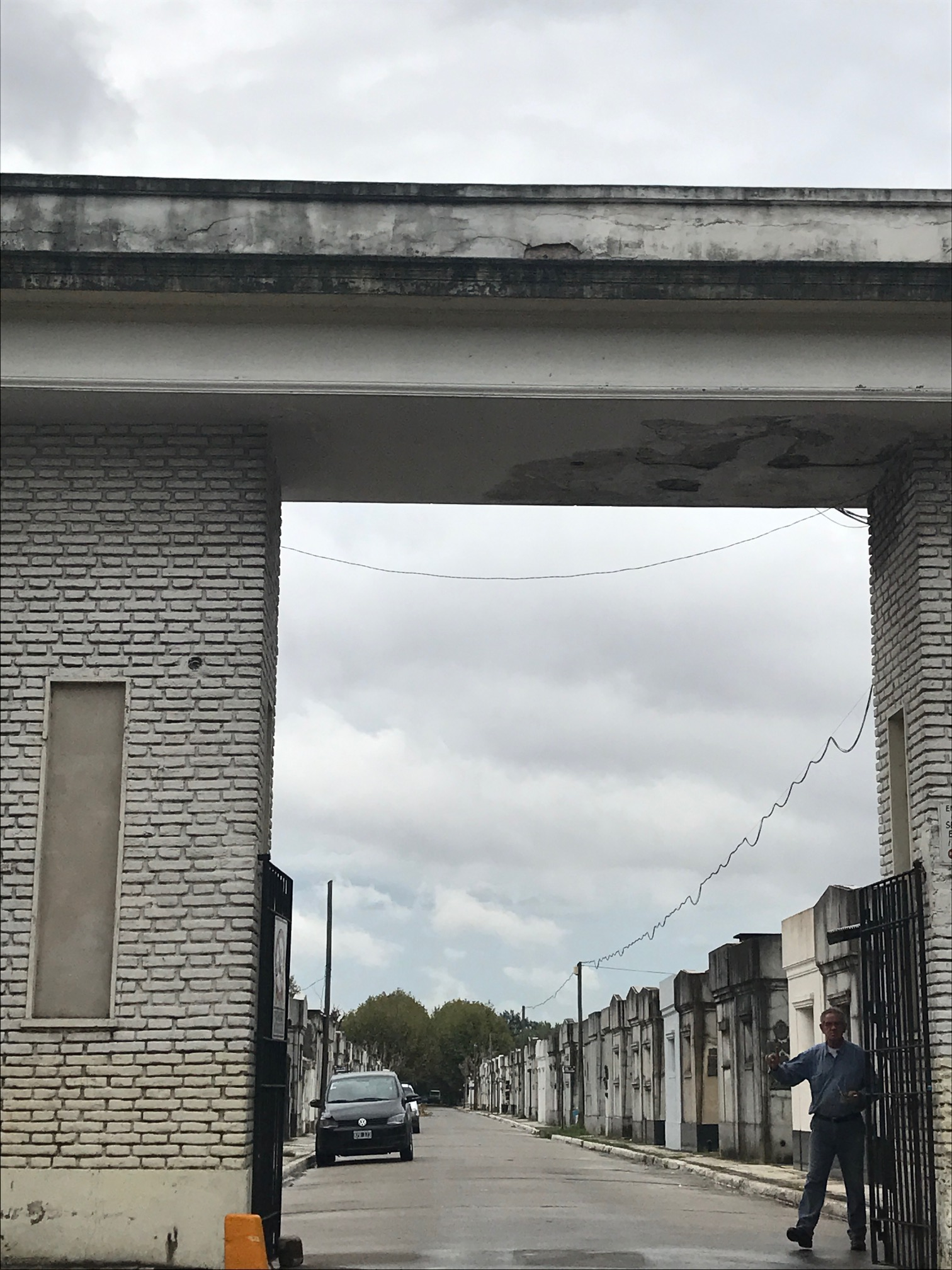
Puerta de entrada al cementerio de Avellaneda

El Cementerio de Avellaneda es un cementerio público municipal ubicado en el barrio de Villa Corina de la localidad de Villa Domínico, partido de Avellaneda, provincia de Buenos Aires, Argentina. Creado en el año 1876, se encuentra emplazado en la calle Crisólogo Larralde (ex Agüero) entre las calles Oyuela y San Lorenzo.

## Historia

### Orígenes
El primer cementerio público de Avellaneda, inaugurado en 1865, se encontraba a pocas cuadras de la plaza principal de la localidad, donde hoy se emplaza el Hospital Fiorito. La capacidad del cementerio quedó rápidamente colmada debido al fuerte incremento de la población que vivió el partido en las últimas décadas del siglo XIX y a los altos índices de mortalidad registrados en la década de 1870 a causa de las epidemias de fiebre amarilla. Por esta razón, en 1874 la municipalidad compró a la familia Vedoya los terrenos donde actualmente se ubica el cementerio.

### Terrorismo de Estado en el Cementerio de Avellaneda

#### 1975: NN de Monte Chingolo
El 23 de diciembre de 1975 el PRT-ERP (Partido Revolucionario de los Trabajadores-Ejército Revolucionario del Pueblo) intentó el copamiento del Batallón de Arsenales 601 "Domingo Viejobueno" de Monte Chingolo. La acción resultó ser una emboscada del Ejército. La represión militar posterior dejó como saldo casi 70 víctimas que fueron fusiladas en el acto. Al menos 55 de estas personas fueron enterradas de manera clandestina en fosas comunes en el cementerio de Avellaneda. El trabajo del Equipo Argentino de Antropología Forense, especialmente desde el año 2006, permitió identificar los restos de 51 víctimas, mientras que las cuatro personas restantes permanecen sin identificar.

#### 1976-1983: Fosas comunes del sector 134

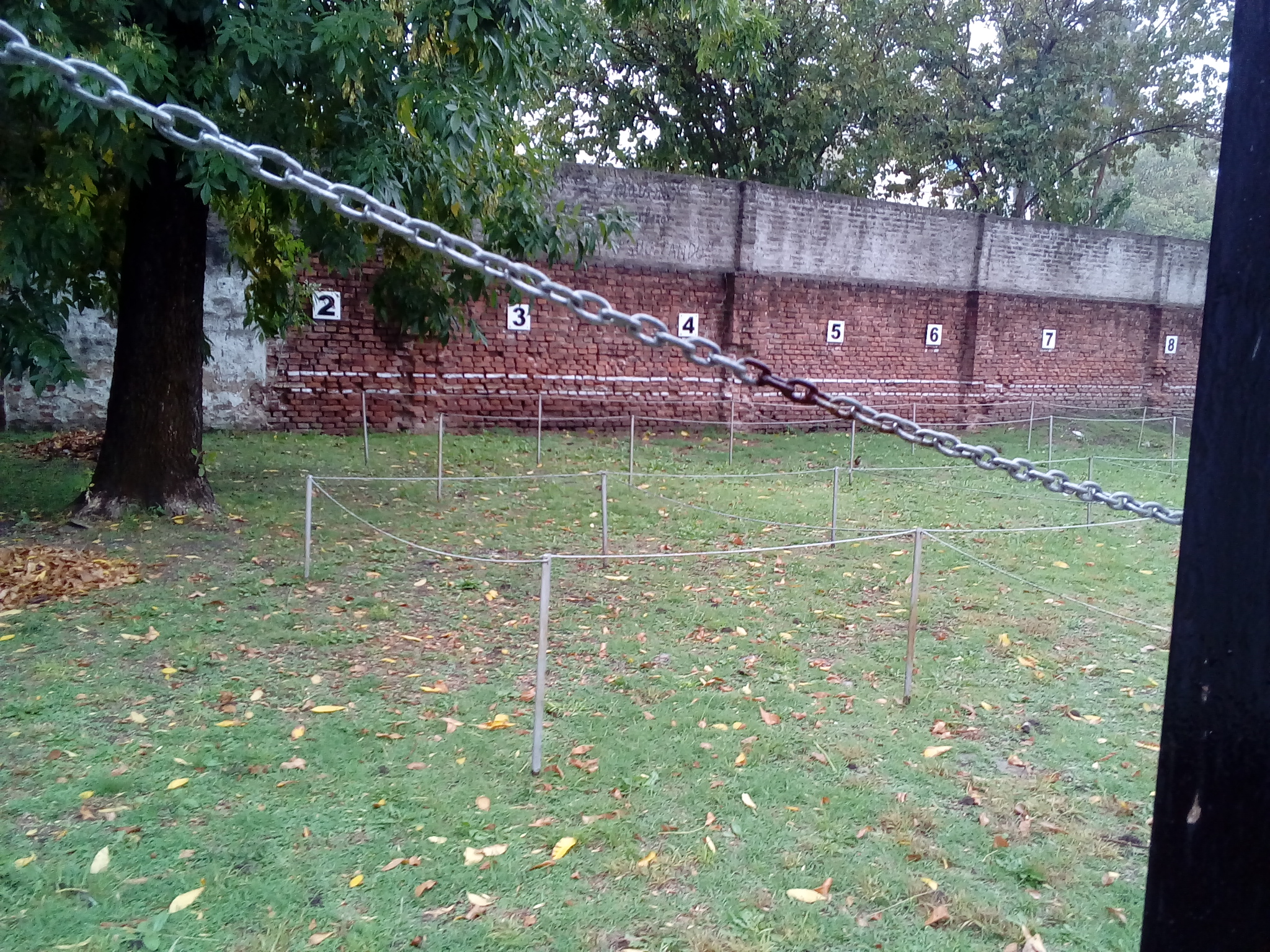
En este lugar el Equipo Argentino de Antropología Forense trabajó exhumando los restos enterrados en el Sector 134.

A partir de 1976, el cementerio comenzó a ser un engranaje del aparato del terrorismo de Estado del denominado dentro del Circuito Camps. El lugar fue utilizado para ocultar los cuerpos de los detenidos desaparecidos asesinados en diferentes centros clandestinos, en la mayoría de los casos en fusilamientos disfrazados de enfrentamientos. En los primeros meses de 1976 y por orden del intendente de facto de ese entonces, Coronel Marcelo D'Elía, se construyó un muro de 2mts de alto y unos 30mts de largo entre el paredón de la calle Oyuela y el cementerio con el objetivo de aislar el sector donde funcionaba la morgue y no quedara al descubierto lo que allí sucedía. El sector se denominó con el número 134. Se colocó un portón que permitía evitar la entrada principal y tener una entrada independiente en la misma calle Oyuela por la que ingresaban vehículos de la policía. La zona de Villa Corina, donde se encuentra el cementerio, estaba militarizada durante la dictadura. El barrio sufrió directamente el terrorismo de Estado. Muchos vecinos, obreros de la fábrica Molinos, fueron secuestrados y desaparecidos.

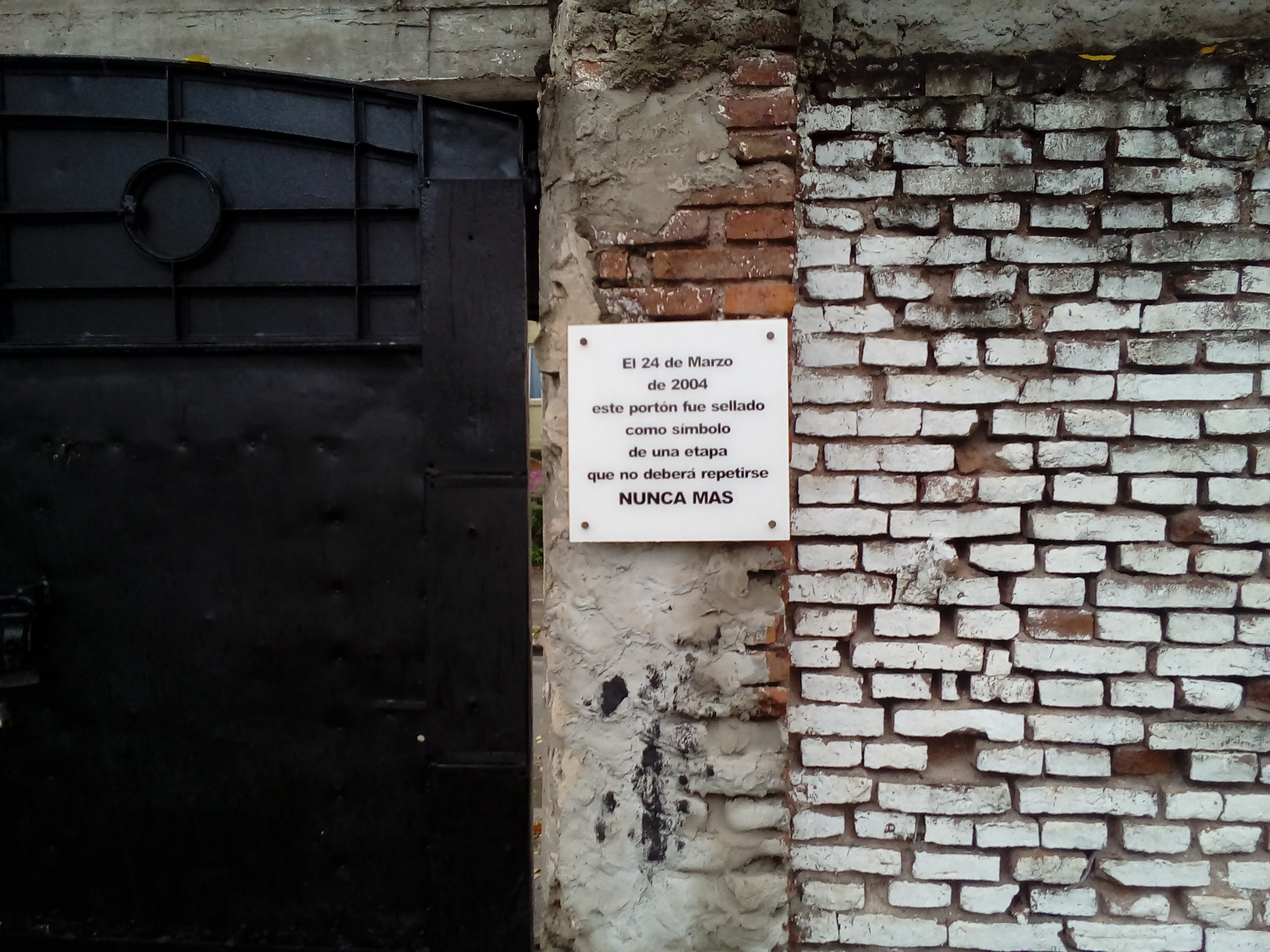
"El 24 de Marzo de 2004 este portón fue sellado como simbolo de una etapa que no deberá repertirse NUNCA MÁS".

Durante la última dictadura militar, el cementerio tuvo dos directores. El primero fue Alberto Benegas, quien ocupó el cargo hasta el 31 de julio de 1978. En esa fecha fue reemplazado por Alfredo Yavico, quien continuó desempeñando esa función aun después del retorno de la democracia. Durante sus gestiones, las llaves de acceso al sector 134-Morgue estuvieron bajo el control de personal de la Comisaría 4.ª de Sarandí y de la Unidad Regional II de Lanús.
Con un área de unos 300mts2, aislado y lindero a la morgue, el sector 134 funcionó desde los primeros meses de 1976 como espacio para el ocultamiento de los cuerpos de las víctimas del accionar represivo. Los empleados del cementerio recibían la orden de cavar fosas de 2 m de ancho, 4 m de largo y 2 m de profundidad que se denominaban vaqueras. Las vaqueras eran fosas comunes que se realizaban cada 20 o 25 días. Por la madrugada, camiones policiales y del ejército ingresaban los cuerpos que iban a parar las vaqueras ingresando por la calle Oyuela.
En los libros del cementerio quedaron registrados los ingresos de los cuerpos como NN, casi todos ellos fusilados en simulacros de enfrentamientos. El procedimiento consistía sacar de los centros clandestinos de detención del Circuito Camps a grupos de detenidos desaparecidos con la excusa de trasladarlos. Ya en la calle, en lugares alejados de grandes concentraciones urbanas, se los bajaba de los vehículos y se los asesinaba a balazos.

#### Exhumación e identificación de restos del sector 134

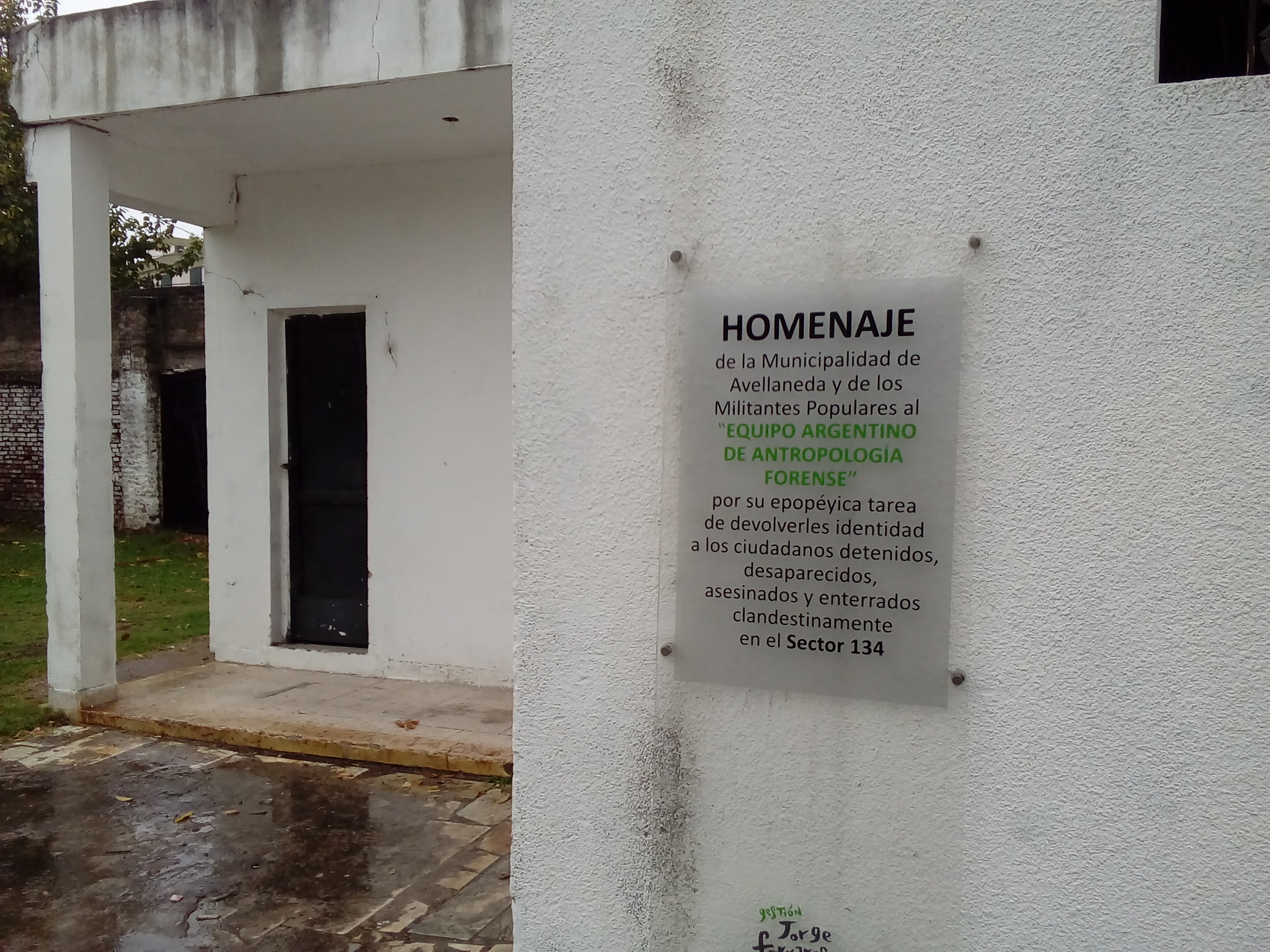
Placa homenaje al Equipo Argentino de Antropología Forense en la morgue del sector 134 del Cementerio de la Ciudad de Avellaneda

Tras el retorno de la democracia a la Argentina en 1983, diferentes testimonios dieron cuenta de la existencia de entierros ilegales en fosas comunes en el cementerio de Avellaneda. Muy pronto comenzaron las tareas de investigación. A partir de 1984, el Equipo Argentino de Antropología Forense comenzó a trabajar en la exhumación de los restos humanos enterrados en el sector 134, labor que se extendió hasta 1992. Estas excavaciones permitieron recuperar 338 cuerpos que habían sido enterrados como N.N.en 18 fosas comunes y 19 fosas individuales. A partir de 1991 el EAAF comenzó el trabajo de identificación de los restos. A partir del año 2007, en el marco de la creación de la Iniciativa latinoamericana para la Identificación de Personas Desaparecidas, las identificaciones de los cadáveres localizados en el cementerio de Avellaneda aumentaron considerablemente

#### Señalización y lugares de memoria
El 24 de marzo de 2012 se señalizó el sector 134 y se colocaron placas alusivas a los hechos allí ocurridos, se derribó el muro construido durante la dictadura y se realizó un mural colectivo.
En el año 2014 se inauguró un mausoleo en homenaje a los militantes del ERP que habían sido asesinados y enterrados allí en fosas comunes tras el copamiento al Batallón de Monte Chingolo.

## Personalidades destacadas sepultadas en el Cementerio de Avellaneda
- Alberto Barceló (1873-1946), político conservador, diputado, senador y varias veces intendente de Avellaneda.
- Juan Ruggiero (1895-1933), político conservador de Avellaneda y puntero político a favor de Barceló.
- José Luis Cabezas (1961-1997), reportero gráfico y fotógrafo argentino, asesinado por policías y personal de seguridad del empresario Alfredo Yabrán.
- Luca Prodan (1953-1987), músico italiano radicado en Argentina, cantante y líder de la banda argentina de rock Sumo.[16]
- Ricky Espinosa (1966-2002), cantante y guitarrista argentino, líder de Flema, banda de Punk.[17] Su familia retiró los restos en 2012.
- Nito Veiga (1928-2004), futbolista campeón en Independiente y director técnico en diversas instituciones.[18]
- Julio Grondona (1931-2014), dirigente de fútbol que se desempeñó como Presidente de la Asociación del Fútbol Argentino.[19]
- Graciela Cimer (1963-1989), actriz conocida por interpretar a Etelvina Baldasarre en Jacinta Pichimahuida. Se suicidó a la edad de 26 años, en la casa de sus padres. Ella estaba embarazada de tres meses.
- Jorge Eduardo Bottaro (12 de julio de 1935 - 4 de julio de 2008), dos veces presidente de Independiente.
- Delfo Cabrera (1919-1981), campeón olímpico de maratón en Londres 1948.
- Pedro Canaveri (1891-?), político radical, presidente de Independiente y de la Asociación del Fútbol Argentino.
- Oreste Omar Corbatta (1936-1991), futbolista campeón en Racing Club, verdadera gloria del fútbol argentino.
- Ernesto Grillo (1929-1998), futbolista figura en Independiente, AC Milan y Boca Juniors. Campeón de América 1955 con Argentina.
- Herminio Iglesias (1929-2007), político justicialista, fue sindicalista, diputado y excandidato a gobernador de la provincia de Buenos Aires.
- Crisólogo Larralde (1902-1962), político radical, fue presidente de la Unión Cívica Radical.
- Félix Loustau (1922-2003), futbolista e famoso integrante de la Máquina de River, dos veces campeón de América con la selección.
- Elena Margarita “Tita” Mattiussi (1919-1999), famosa y amada hincha de Racing Club.
- Emiliano Molina (1988-2005), futbolista de Independiente, desempeñándose como arquero.
- Alberto Ohaco (1884-1950), leyenda de Racing Club, logró 20 títulos de todo tipo con ese club.
- Fabián Onsari (1892-1956), médico, librepensador, periodista y político de la Unión Cívica Radical. Llegó a ser senador provincial, diputado nacional y Gran Maestre de la Gran Logia de Libres y Aceptados Masones.
- Alejandro Rafael Puccio (1958-2008), delincuente e integrante del Clan Puccio, banda que se dedicaba a secuestrar y a asesinar pese a haber cobrado rescates.
- Herminio Sande, presidente de Independiente de cuando ese club inició su camino para convertirse en el "Rey de Copas".
- Antonio Sastre (1911-1987), futbolista de Independiente, São Paulo y Gimnasia y Esgrima LP. Campeón nacional en los dos primeros clubes y considerado como leyenda en el "Rojo". También fue campeón de América con la selección en 1937.